# Fredegonde (cràter)
Fredegonde és un cràter d'impacte en el planeta Venus de 25,2 km de diàmetre. Porta el nom de Fredegunda (c. 545-597), reina dels francs, i el seu nom va ser aprovat per la Unió Astronòmica Internacional el 1991.